# Where I Live
Where I Live est une sitcom américaine en vingt-et-un épisodes de 22 à 24 minutes diffusés sur ABC entre le 5 mars et le 20 novembre 1993.

## Fiche technique
Sauf indication contraire, les informations mentionnées dans cette section peuvent être confirmées par la base de données cinématographiques IMDb,  présente dans la section « Liens externes ».
- Titre original : Where I Live
- Réalisation : David Trainer, Rob Schiller, Tom Trbovich, Arlene Sanford et Michael Zinberg
- Scénario : Michael Jacobs, Ehrich Van Lowe, Paula Mitchell Manning et Gary Hardwick
- Musique : Ray Colcord
- Casting : Chemin Sylvia Bernard
- Montage : Marco Zappia
- Décors : Robin Royce
- Costumes : Nanrose Buchman et Terry Gordon
- Production : Mitchell Bank et Mark Brull
  - Production déléguée : Michael Jacobs et Ehrich Van Lowe
  - Coproduction : Kevin Kelly Brown, Doug E. Doug et Stan Seidel
  - Supervision de la production : Dawn Tarnofsky, April Kelly, Dave Caplan et Brian LaPan
  - Production associée : Brian J. Cowan
- Sociétés de production : Touchstone Television et Michael Jacobs Productions
- Société de distribution : ABC
- Chaîne d'origine : ABC
- Pays d'origine :  États-Unis
- Langue originale : anglais
- Genre : Sitcom
- Durée : 22 à 24 minutes

## Distribution

### Acteurs principaux
- Doug E. Doug : Douglas St. Martin
- Flex Alexander : Reggie Coltrane
- Shaun Baker : Malcolm
- Lorraine Toussaint : Marie St. Martin
- Yunoka Doyle : Sharon St. Martin
- Jason Bose Smith : Kwanzie
- Sullivan Walker : James St. Martin

### Acteurs secondaires et invités
- Almayvonne : Vonzella
- Brent Jennings : Franklin
- Garcelle Beauvais : Terry
- Kyla Pratt : Brittany
- Tahj Mowry : Jimmy
- Malik Yoba : Fisher
- Gina Ravera : Robin
- Vanessa Bell Calloway
- Ron Taylor : le père Noël
- Monica Calhoun : Kaiya
- Rawle D. Lewis : Ferrari
- Joan Pringle : Joannne
- Donald Fullilove : Zachary
- Shirley Jo Finney : l'enseignante

## Épisodes

### Saison 1
1. Occupant
2. One Dead Mother
3. Curf Me? Curfew!
4. My Fair Forward
5. Doug Gets Busy
6. Dontay's Inferno
7. Past Tense, Future Imperfect
8. Opposites Attack
9. Married… with Children
10. Malcolm 2X
11. I Live Where?
12. The Terminator
13. Shirt Happens

### Saison 2
1. Big Mon on Campus
2. I Am Not a Role Model
3. The Big Easy
4. Local Hero
5. Miracle on 134th Street
6. Class Action
7. The Domino Theory
8. Let Them Eat Snacks